# Alyxandria Treasure
Pour les articles homonymes, voir Treasure.
Alyxandria Treasure, née le 15 mai 1992 à Prince George, est une athlète canadienne spécialiste du saut en hauteur.

## Biographie
7e des Jeux panaméricains de Toronto en 2015 avec un saut à 1,85 m, Alyxandria Treasure porte son record personnel à 1,93 m début 2016 et réalise les minimas pour les Jeux olympiques de Rio. Elle confirme cette performance le 22 juillet lors du London Grand Prix où elle saute 1,92 m.
Le 18 août, la Canadienne participe aux qualifications des Jeux olympiques et réussit à se qualifier pour la finale en effaçant la barre qualificative demandée, 1,94 m. Cette performance est synonyme de record personnel. Elle termine 17e et dernière de la finale avec 1,88 m.
Le 8 février 2017, elle établit à Banská Bystrica son nouveau record personnel en salle avec 1,89 m. Elle termine 4e du concours. Le 6 mai, elle saute à Manhattan 1,91 m.

## Palmarès
| Date | Compétition                        | Lieu           | Résultat | Marque |
| ---- | ---------------------------------- | -------------- | -------- | ------ |
| 2009 | Championnats du monde cadets       | Bressanone     | 11e      | 1,75 m |
| 2011 | Championnats panaméricains juniors | Miramar        | 2e       | 1,80 m |
| 2014 | Championnats NACAC espoirs         | Kamloops       | 1re      | 1,85 m |
| 2015 | Jeux panaméricains                 | Toronto        | 7e       | 1,85 m |
| 2016 | Jeux olympiques                    | Rio de Janeiro | 17e      | 1,88 m |
| 2018 | Jeux du Commonwealth               | Gold Coast     | 4e       | 1,91 m |
| 2018 | Championnats NACAC                 | Toronto        | finale   | NM     |

## Records
| Épreuve         | Épreuve   | Marque | Lieu           | Date            |
| --------------- | --------- | ------ | -------------- | --------------- |
| Saut en hauteur | Plein air | 1,94 m | Rio de Janeiro | 17 août 2016    |
| Saut en hauteur | En salle  | 1,90 m | Ann Arbor      | 16 février 2018 |